# Insanus, Ultio, Proditio, Misericordiaque
Insanus, Ultio, Proditio, Misericordiaque è un album del gruppo goth rock Christian Death, pubblicato dalle etichetta discografica italiana Contempo Records nel 1990.
È il sesto della formazione europea del gruppo capeggiata da Valor Kand, che si distingue da quella statunitense capeggiata da Rozz Williams. Williams compare nell'album come ospite alla voce.

## Tracce
1. Sevan - Us Rex - 3:49
2. Malus Amor - 5:41
3. Tragicus Conatus - 2:49
4. Infans Vexatio - 4:55
5. Somnium - 5:53
6. Venenum - 4:02
7. Mors - Voluntaria - 7:05
8. Vita - Voluntaria - 2:39

## Formazione
- Valor Kand - voce, chitarra, basso, batteria
- Rozz Williams - voce
- Kota - basso
- David Glass - batteria
- Gitane Demone - voce
- Sevan Kand - voce